# Passage Brantôme
Passage Brantôme är en gata i Quartier Sainte-Avoye i Paris 3:e arrondissement. Passage Brantôme, som börjar vid Rue Rambuteau och slutar vid Rue Brantôme i fastighetskvarteret Horloge, är uppkallad efter den franske memoarförfattaren och historikern Brantôme (död 1614).

## Omgivningar
- Saint-Merri
- Centre national d'art et de culture Georges-Pompidou
- Fontaine Stravinsky
- Hôtel de Ville de Paris
- Tour Saint-Jacques
- Impasse Beaubourg
- Passage du Maure
- Rue Bernard-de-Clairvaux
- Passage Molière
- Passage des Ménétriers

## Bilder
| - Brantôme. - Gatuskylt. - Saint-Merri. |

| - Hôtel de Ville de Paris. - Tour Saint-Jacques. |

## Kommunikationer
- Tunnelbana – linje  – Rambuteau
- Busshållplats Centre Georges-Pompidou – Paris bussnät, linjerna 38 75 N12 N13 N14 N23

### Webbkällor
- ”Passage Brantôme”. Mairie de Paris. http://www.v2asp.paris.fr/commun/v2asp/v2/nomenclature_voies/Voieactu/1267.nom.htm. Läst 27 april 2021.
- ”Passage Brantôme”. Les rues de Paris. https://www.parisrues.com/rues03/paris-03-passage-brantome.html. Läst 27 april 2021.